# Medal of Honor: Underground
Medal of Honor: Underground är en förstapersonsskjutare utvecklad av DreamWorks Interactive och utgiven av Electronic Arts år 2000 till Playstation, Game Boy Advance och 2009 till PSN. Spelet utspelar sig under andra världskriget, och huvudpersonen är Löjtnant Jimmy Patterson.